# Недачин, Василий Павлович
Васи́лий Па́влович Неда́чин (16 (28) августа 1863 — 28 января 1936) — русский педагог.

## Биография

### Происхождение
Родился 16 (28) августа 1863 года в селе Белоручье Смоленского уезда Смоленской губернии. Отец — протоиерей Павел Васильевич Недачин (1828—1901), мать — Анна Филипповна.
В семье было шестеро сыновей и одна дочь. Двое сыновей, Нил и Николай, пошли по стопам отца и стали священниками; двое других, Михаил и Павел, после окончания Смоленской гимназии продолжили образование в Московском университете: первый окончил медицинский факультет со степенью лекаря в 1885 году, а второй — историко-филологический в 1893 году. Младший, Александр, воспитывался в Смоленских духовном училище и духовной семинарии (не окончил) и в дальнейшем работал в Сибирском торговом банке (в Москве).

### Жизнь вРоссии
Получив среднее образование в Смоленской гимназии, поступил на историко-филологический факультет Московского университета, который в 1887 году окончил со степенью кандидата. Защитил диссертацию на тему «Русский журнализм XVIII века». Преподавал в московских гимназиях, в том числе — в 5-й мужской классической гимназии, в которой учились юрист С. В. Завадский, статистик А. А. Чупров, философ Иван Ильин, поэт Борис Пастернак и др.
В 1901 году был назначен директором только что учреждённой в Москве Медведниковской гимназии, где преподавал также русский и латинский языки. Он был также членом комиссии при Министерстве народного просвещения по разработке реформы средней школы и почётным членом Московского археологического общества.
После ухода из гимназии в 1912 году деятельность В. П. Недачина приняла совершенно иное направление. Он, опытный администратор, вновь стал директором, однако не учебного заведения, а правления Товарищества Варваринских торговых помещений на «Деловом дворе». Новым местом службы Недачин был обязан заказчику здания Делового двора — Н. А. Второву, с которым Недачин уже имел дело в свою бытность директором гимназии.

## Жизнь в эмиграции
Эмигрировал во Францию около 1918 года. В 1920 году возглавил Русскую среднюю школу (будущую Русскую гимназию) в Париже, просуществовавшую до 1961 года. Гимназия состояла в ведении Общества просвещения беженцев из России, основанного сестрой российского посла в Париже М. А. Маклаковой. С 1921 года Недачин был вице-председателем Общества.
В 1923 году в Париже вместе с Л. З. Родштейном организовал Русские курсы заочного преподавания. Читал курс истории русского языка на Высших педагогических курсах для подготовки преподавателей средней школы (1921) и на Русских курсах заочного преподавания (с 1923), выступал с лекциями в Русском народном университете, в Русской академической группе. 
Член Союза русских преподавателей во Франции с 1925 года; в 1926 был избран его председателем. Был товарищем председателя Общества помощи детям русских беженцев; член правления Русской академической группы (с 1925). Участник Педагогического съезда во Франции (1929). В 1930 году награждён Министерством образования Франции орденом Академических пальм.
В. П. Недачин скончался в Париже 28 января 1936 года и был похоронен на кладбище в Бийанкуре, впоследствии перезахоронен в Ницце на русском кладбище Кокад.

## Семья
Жена — Елизавета Петровна (1864—?), дочь почётного блюстителя Самарской Мариинской женской гимназии, статского советника Петра Александровича Ребровского. Их дети — Пётр (род. 16.05.1888), окончил юридический факультет Московского университета в 1912; и Василий (?) — погибли в Гражданскую войну (воевали на стороне Белой армии).